# Guido Viale (saggista)
Guido Viale (Tokyo, 20 novembre 1943) è un saggista e sociologo italiano.

## Biografia

Manifestazione studentesca a Torino per la liberazione di Guido Viale fermato dalla polizia (1968)

È stato un leader della protesta studentesca nel sessantotto a Torino.
Fu in seguito dirigente di Lotta Continua e, negli anni della sua militanza politica, subì anche un arresto (28 gennaio 1973). 
Si è laureato nel 1978 in sociologia industriale presso la facoltà di Lettere e filosofia dell'Università di Torino.
Vive a Milano e si occupa di ricerche economiche, sociali e di politiche attive del lavoro in campo ambientale.
Da anni, in qualità di esperto, interviene sulle principali testate nazionali per parlare di ambiente, economia e modello di sviluppo.
Nel 2014 è promotore della lista per le elezioni europee, L'Altra Europa con Tsipras.

## Opere
- S'avanza uno strano soldato, Roma, Edizioni di Lotta Continua, 1973.
- Il sessantotto. Tra rivoluzione e restaurazione, Milano, Mazzotta, 1978. ISBN 88-202-0209-3; Rimini, NdA Press, 2008. ISBN 978-88-89035-20-7 e terza edizione ISBN 978-88-89035-66-5. Quarta edizione illustrata e aggiornata, Interno4 Edizioni Isbn 978-88-85747-03-6.
- Un mondo usa e getta. La civiltà dei rifiuti e i rifiuti della civiltà, Milano, Feltrinelli, 1994. ISBN 88-07-08134-2.
- Tutti in taxi. Demonologia dell'automobile, Milano, Feltrinelli, 1996. ISBN 88-07-17013-2.
- La mafia ringrazia, in Salvatore Mugno, Mauro è vivo. L'omicidio Rostagno dieci anni dopo. Un delitto impunito, Trapani, Coppola, 1998. ISBN 88-87432-02-3.
- Governare i rifiuti. Difesa dell'ambiente, creazione d'impresa, qualificazione del lavoro, sviluppo sostenibile, cultura materiale e identità sociale dal mondo dei rifiuti, Torino, Bollati Boringhieri, 1999. ISBN 88-339-1159-4.
- Opportunità occupazionali e creazione di impresa nella gestione dei rifiuti, a cura di, Roma, Italia Lavoro, 2000.
- A casa. Una storia importante, Napoli, L'ancora del Mediterraneo, 2001. ISBN 88-8325-070-2.
- La ricollocazione dei lavoratori socialmente utili, a cura di e con Lia Fassari, Roma, Italia Lavoro, 2001.
- Carta e cartone. Guida alla raccolta differenziata, a cura di, con CD-ROM, Milano, Il sole-24 ore, 2002. ISBN 88-324-4856-4.
- Vita e morte dell'automobile. La mobilità che viene, Torino, Bollati Boringhieri, 2007. ISBN 978-88-339-1757-3.
- Azzerare i rifiuti. Vecchie e nuove soluzioni per una produzione e un consumo sostenibili, Torino, Bollati Boringhieri, 2008. ISBN 978-88-339-1911-9.
- Prove di un mondo diverso. Itinerari di lavoro dentro la crisi, Rimini, NdA Press, 2009. ISBN 978-88-89035-26-9.
- La civiltà del riuso. Riparare, riutilizzare, ridurre, Roma-Bari, Laterza, 2010. ISBN 978-88-420-9301-5.
- La conversione ecologica. There is no alternative, Rimini, NdA Press, 2011. ISBN 978-88-89035-56-6.
- Virtù che cambiano il mondo. Partecipazione e conflitto per i beni comuni, Milano, Feltrinelli, 2013. ISBN 978-88-07-17259-5.
- Si può fare. Prove di un mondo diverso e La Conversione Ecologica in unica edizione, aggiornata e ampliata, Rimini, NdA Press, 2014. ISBN 9788889035832.
- Rifondare l'Europa. Insieme a profughi e migranti. Rimini, NdA Press, 2016. ISBN 9788889035795
- Slessico familiare. Parole usurate prospettive aperte. Rimini, Interno4 Edizioni, 2017. Isbn 978-88-85747-02-9
- Il 68. Contro l'università + Il sessantotto tra rivoluzione e restaurazione, edizione illustrata. Rimini, Interno4 Edizioni, 2018. Isbn 978-88-85747-03-6
- Giorno dopo giorno. 50 anni di nuovi inizi. Milano, Mimesis edizioni, 2018. Isbn 9788857546841.
- La parola ai rifiuti. Scrittori e letture sull'aldilà delle merci. Rimini, Interno4 Edizioni, 2019. Isbn 978-88-85747-30-2
- Niente da dimenticare. Verità e menzogne su Lotta continua. Rimini, Interno4 Edizioni, 2023. Isbn  978-88-85747-73-9
- Prendiamoci la città e altri scritti. Storia di un percorso politico. Rimini, Interno4 edizioni, 2024 ISBN 9788885747838